# Osterberg (Adelsgeschlecht)

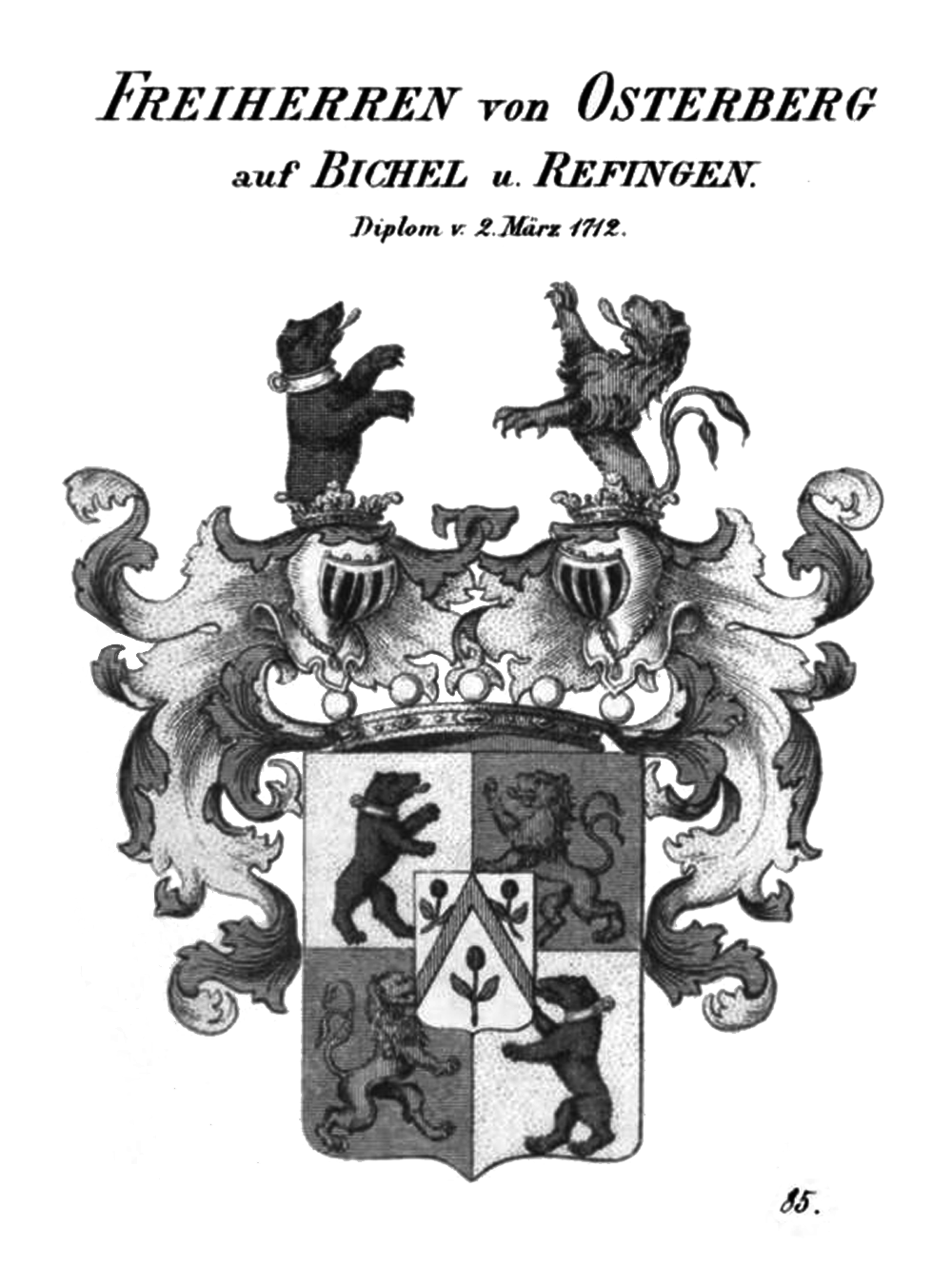
Wappen der Freiherrn von Osterberg auf Bichel

Die Herren von Osterberg (auch Osterperg) waren ein böhmisches Adelsgeschlecht, welches 1674 in den Ritterstand und 1739 von Kaiser Karl VI. in den Freiherrnstand erhoben wurde.
Es gab auch noch andere Adelsgeschlechter gleichen Namens, so die Osterberg(er), ein Zweig der Gallenberg, nach der Burg Osterberg (heute in Sostro bei Laibach) oder die Pasqualati von Osterberg.

## Geschichte
Die späteren Ritter bzw. Freiherren von Osterberg entstammten einer venezianischen Kaufmannsfamilie, die sich um 1600 in Böhmen niederließ und durch Handel und Dienste reich wurde. Jeremias Paschasius Osterberger soll ein Troppauer Bürger und Ratsherr gewesen sein. Dessen Sohn Daniel Paschasius von Osterberg stand in kaiserlichen Diensten und war 1665 kaiserlicher Rat und Assessor des königlichen Mannrechts im böhmischen Erbfürstentum Glogau. Am 21. Juli 1674 erhob ihn Kaiser Leopold I. mit dem Prädikat „von Osterberg“ in den Ritterstand. Seine Söhne Johann Anton und Franz Laubert wurden am 26. Oktober 1739 von Kaiser Karl VI. in den böhmischen Freiherrenstand erhoben. Mit dem Enkel Emanuel von Osterberg, der 1761 in Niederhannsdorf starb, erlosch das Geschlecht der Freiherren von Osterberg.
Johann Michael Adam und seine Schwester Johanna Maria wurden vom Kaiser Karl V. am 2. März 1712 mit von Osterberg in den Freiherrenstand erhoben. In der bairischen Adelsmatrikel werden die Freiherrn von Osterberg, Enkel des Johann Michael, genannt: Anselm (* 1750), Herr auf Osterberg und Bichel, ehemaliger k. k. österr. Forstmeister in Burgau, und Fidel (* 1752), k. bayer. Forstmeister von Dorfen.

## Wappen

### Stammwappen
Blasonierung: Das Stammwappen zeigt in silbernen Schild einen eingebogenen, roten Sparren, welcher von drei (oben 2, unten 1) Granatäpfeln mit grünen Stielen und zwei grünen Blättern, begleitet wird.

### Freiherrnwappen
Das Freiherrenwappen zeigt ein Schild geviert mit Herzschild. Im Herzschild das Stammwappen. Im Feld 1 und 4 in Gold ein aufrecht stehender, einwärtssehender, schwarzer Bär mir silbernem Halsbande und auswärts gekehrtem Ringe, und in Feld 2 und 3 in Blau ein einwärts gekehrter, doppelt geschweifter, roter Löwe. Zwei gekrönte Helme: aus dem rechten Helme wächst einwärtssehend der Löwe des 2. und 3. Feldes und aus dem linken der Bär des 1. und 4. Feldes auf. Die Helmdecken des rechten und linken Helmes sind Blau und Gold.